# Pedicularis comosa
La pedicolare chiomosa (nome scientifico Pedicularis comosa L., 1753)  è una pianta parassita appartenente alla famiglia delle Orobanchaceae.

## Etimologia
Il nome generico (Pedicularis) deriva da un termine latino che significa "pidocchio" e si riferisce alla convinzione che queste piante infestino di pidocchi il bestiame al pascolo; altri giustificano l'etimologia del nome del genere all'opposto, ossia in quanto si pensa che queste piante liberino la testa dai pidocchi. L'epiteto specifico (comosa) significa "arredata con un ciuffo".
Il binomio scientifico della pianta di questa voce è stato proposto da Carl von Linné (1707 – 1778) biologo e scrittore svedese, considerato il padre della moderna classificazione scientifica degli organismi viventi, nella pubblicazione "Species Plantarum - 2: 609. 1753" del 1753.

## Descrizione

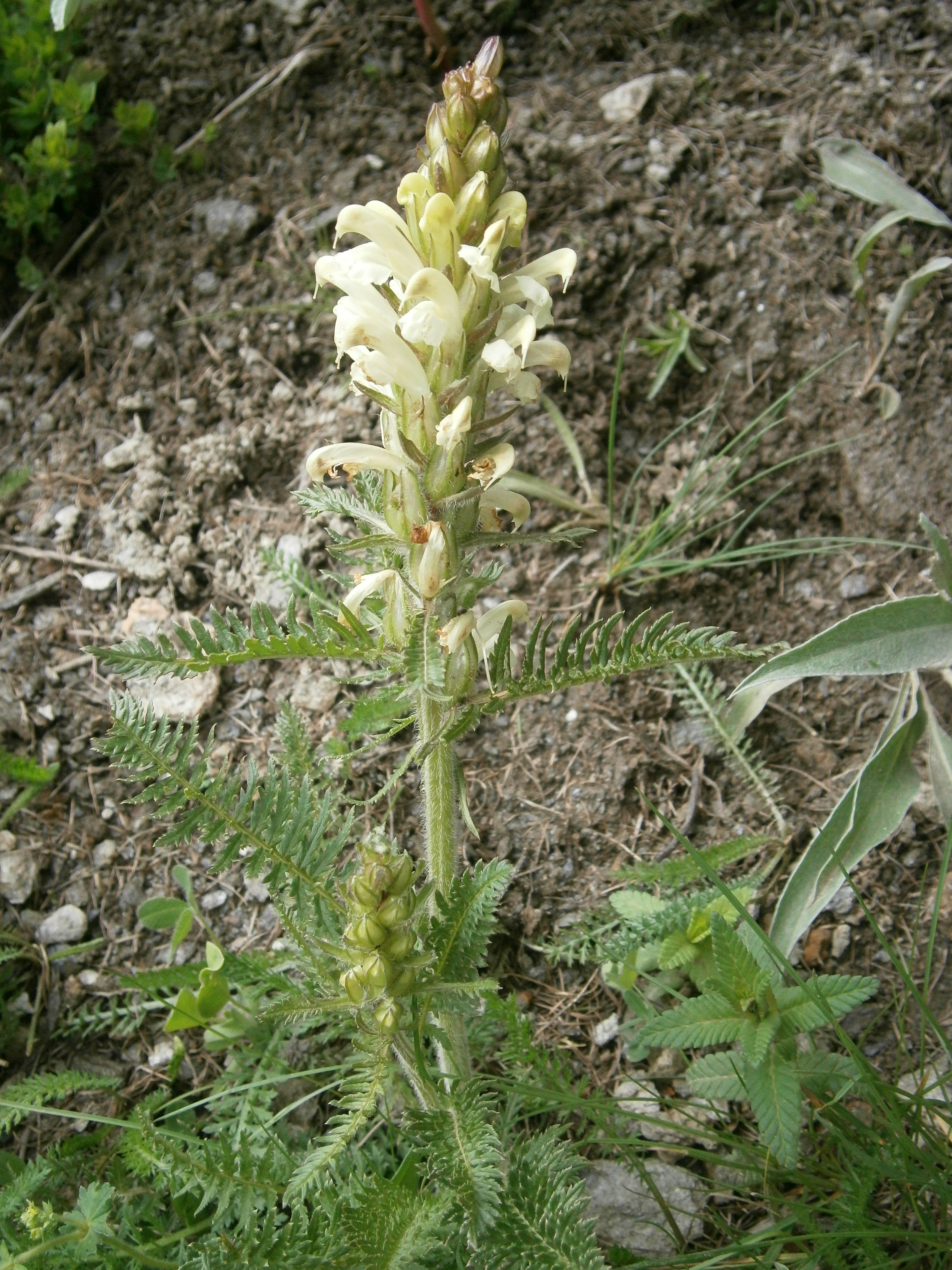
Il portamento

Queste piante sono alte da 20 a 50 cm. La forma biologica è emicriptofita scaposa (H scap), ossia in generale sono piante erbacee, a ciclo biologico perenne, con gemme svernanti al livello del suolo e protette dalla lettiera o dalla neve e sono dotate di un asse fiorale eretto e spesso privo di foglie. Sono piante parassite: le radici mostrano organi specifici per nutrirsi della linfa di altre piante.

### Radici
Le radici sono grosse e carnose e si distribuiscono a raggiera cercando di raggiungere le radici di altre piante per succhiarne la linfa.

### Fusto
La parte aerea del fusto è eretta; la superficie è ricoperta di peli crespi. Non sono presenti dei fusti laterali fioriferi.

### Foglie
Le foglie, a disposizione alterna, hanno il contorno a forma lanceolata e sono di tipo due volte pennatosette con segmenti dentellati e pubescenti. Dimensione delle foglie: larghezza 2 – 4 cm; lunghezza 10 – 15 cm.

### Infiorescenza

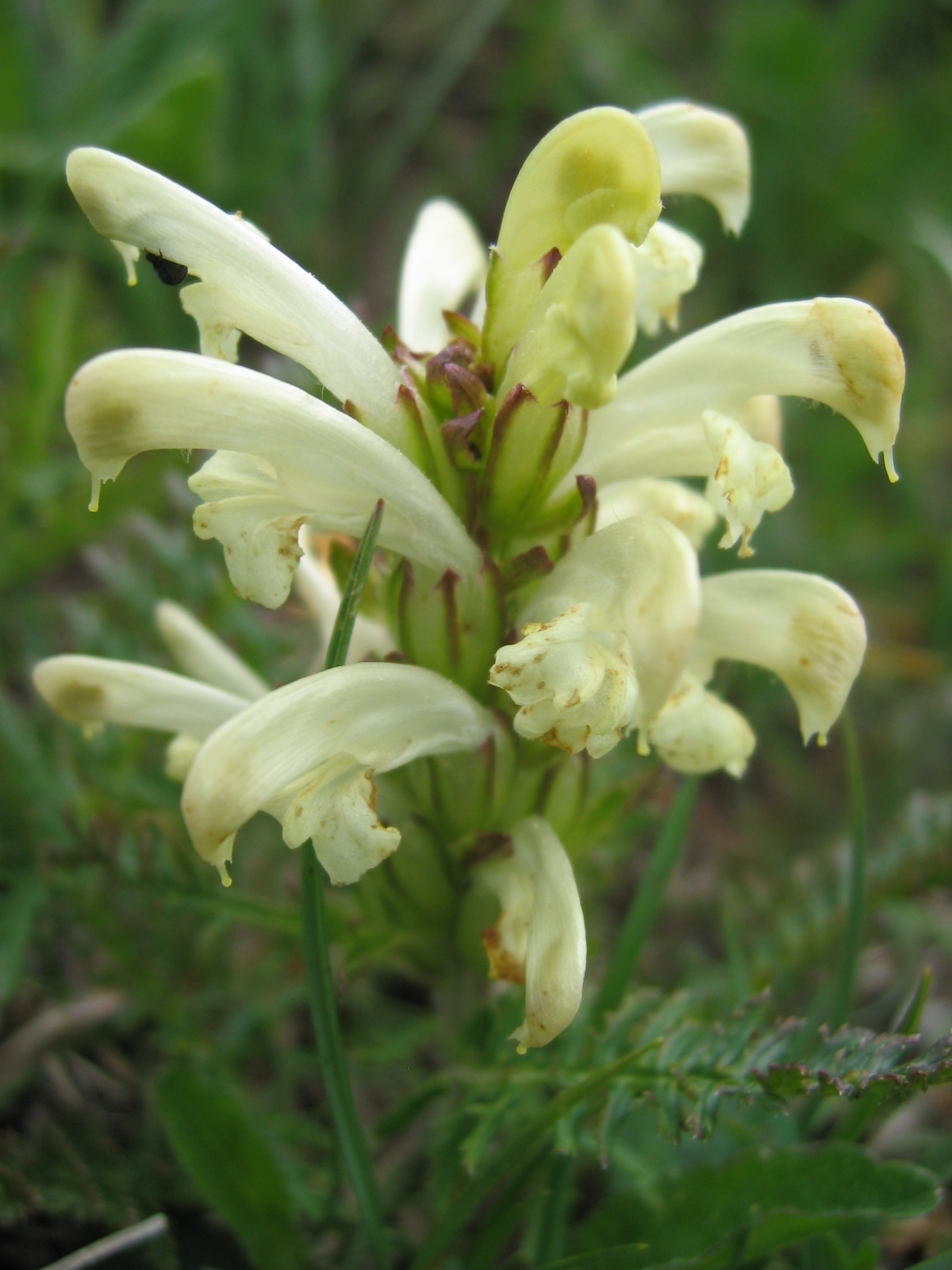
Infiorescenza

Le infiorescenze sono delle spighe dense e allungate alla fruttificazione. Alla base di ogni fiore sono presenti delle brattee; quelle superiori sono trifide o dentate.

### Fiore
I fiori sono ermafroditi, zigomorfi (del tipo bilabiato), tetrameri, ossia con quattro verticilli (calice – corolla - androceo – gineceo) e pentameri (la corolla e il calice sono a 5 parti). Lunghezza del fiore: 20 – 25 mm.
- Formula fiorale: per questa pianta viene indicata la seguente formula fiorale:

X, K (5), [C (2+3), A 2+2], G (2), (supero), capsula
- Calice:il calice è gamosepalo con cinque denti diseguali (la base del calice è un tubo campanulato) e di consistenza membranosa. La superficie è venata di scuro e percorsa da peli ispidi sugli angoli. I denti, lunghi 1 - 1,5 mm, sono interi e cigliati. Dimensioni del calice: larghezza 4 – 5 mm; lunghezza 9 – 11 mm.
- Corolla: la corolla, a forma più o meno cilindrica e lunga il doppio del calice, è gamopetala bilabiata a fauci aperte; il labbro superiore della corolla è più o meno falcato e termina in un becco con due denti subulati; quello inferiore è patente con tre lobi ottusi cigliati. Il colore della corolla è giallo limone o biancastro, raramente è roseo. Lunghezza della corolla: 22 – 25 mm.
- Androceo: l'androceo possiede quattro stami didinami (due grandi e due piccoli). I filamenti sono inseriti più o meno alla base della corolla. Le antere, dissimulate sotto il cappuccio del labbro superiore sono strettamente unite da una fitta peluria. La maturazione del polline è contemporanea allo stigma.[12]
- Gineceo: l'ovario è supero formato da due carpelli ed è biloculare. Lo stilo inserito all'apice dell'ovario è del tipo filiforme; lo stigma è semplice ed è protruso oltre il cappuccio della corolla in modo da evitare l'auto-impollinazione.[12]
- Fioritura: da giugno a luglio (agosto).

### Frutti

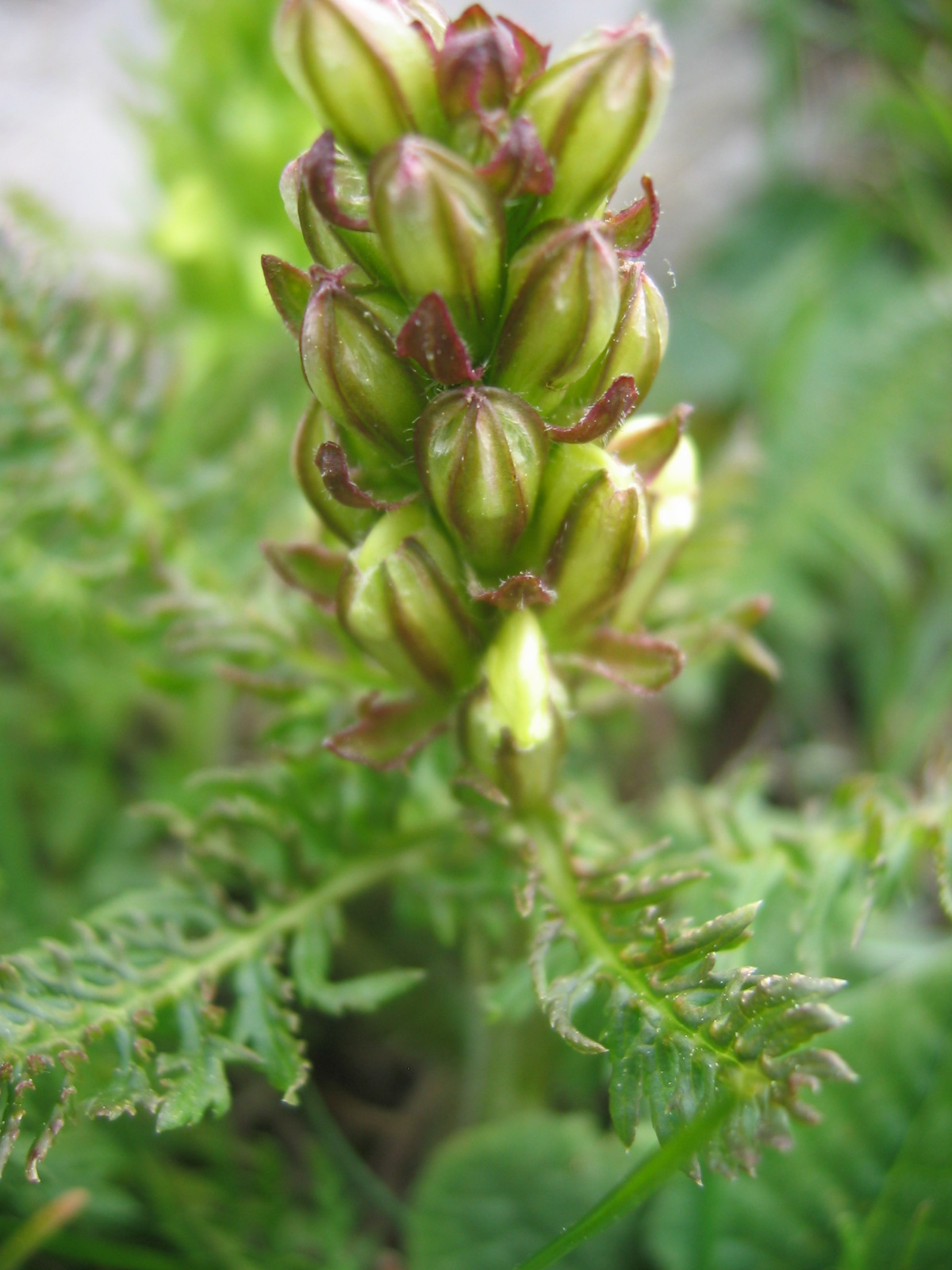
I frutti

Il frutto è una capsula acuminata loculicida bivalve a forma compresso-globosa (a maturità è lunga 15 – 18 mm). I semi sono pochi a forma angolosa.

## Riproduzione
- Impollinazione: l'impollinazione avviene tramite insetti (impollinazione entomogama).
- Riproduzione: la fecondazione avviene fondamentalmente tramite l'impollinazione dei fiori (vedi sopra).
- Dispersione: i semi cadendo a terra sono dispersi soprattutto da insetti tipo formiche (disseminazione mirmecoria).

## Distribuzione e habitat

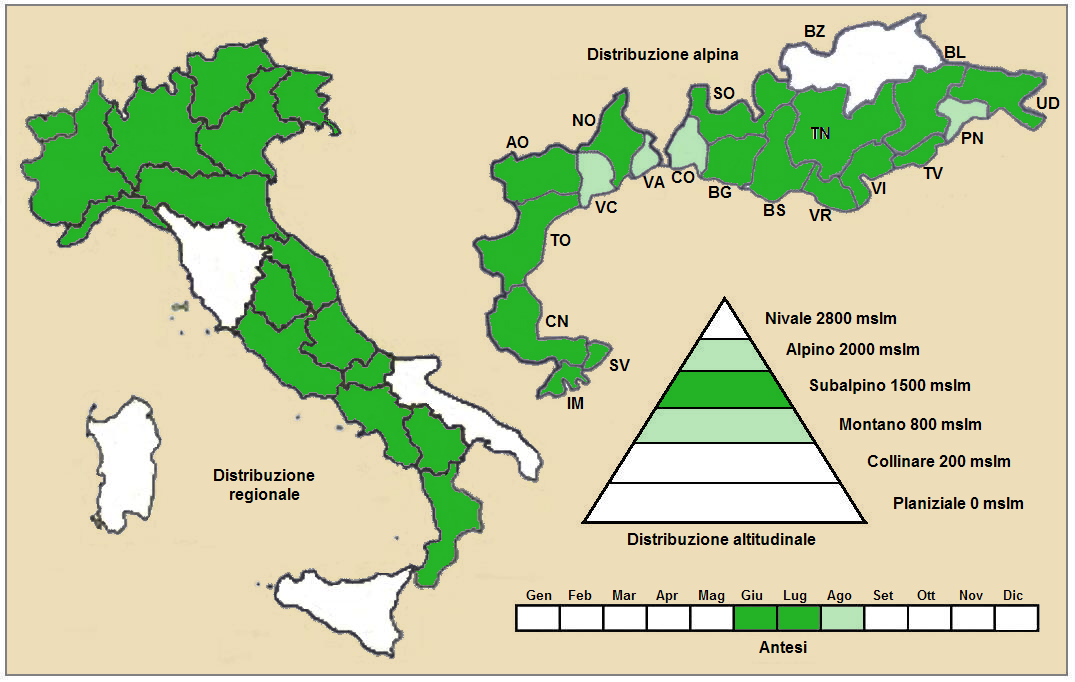
Distribuzione della pianta
(Distribuzione regionale – Distribuzione alpina)

- Geoelemento: il tipo corologico (area di origine) è Orofita - Sud Est Europeo.
- Distribuzione: in Italia è una specie comune e si trova su tutto il territorio (escluse le isole). Nelle Alpi è presente ovunque. Fuori dall'Italia, sempre nelle Alpi, questa specie si trova in Francia (tutti i dipartimenti alpini); mentre sugli altri rilievi europei collegati alle Alpi si trova nel Massiccio Centrale, Pirenei, Alpi Dinariche, Monti Balcani e Carpazi.[14] Nel resto dell'Europa è presente nella parte meridionale (si trova anche in Anatolia).[15]
- Habitat: l'habitat tipico per questa pianta sono i pascoli aridi subalpini e alpini (anche rocciosi). Il substrato preferito è calcareo ma anche siliceo con pH neutro, medi valori nutrizionali del terreno che deve essere mediamente umido.[14]
- Distribuzione altitudinale: sui rilievi queste piante si possono trovare da 1200 fino a 2400 m s.l.m.; frequentano quindi i seguenti piani vegetazionali: subalpino e in parte quello alpino e montano.

### Fitosociologia
Dal punto di vista fitosociologico la sottospecie di questa scheda appartiene alla seguente comunità vegetale:
Formazione: delle comunità delle praterie rase dei piani subalpino e alpino con dominanza di emicriptofite
Classe: Elyno-Seslerietea variae
Ordine: Seslerietalia variae
Alleanza: Seslerion variae

## Tassonomia
La famiglia di appartenenza della specie (Orobanchaceae) comprende soprattutto piante erbacee perenni e annuali semiparassite (ossia contengono ancora clorofilla a parte qualche genere completamente parassita) con uno o più austori connessi alle radici ospiti. È una famiglia abbastanza numerosa con circa 60 - 90 generi e oltre 1700 - 2000 specie (il numero dei generi e delle specie dipende dai vari metodi di classificazione) distribuiti in tutti i continenti. Il genere Pedicularis comprende 400-500 specie (il genere più numeroso della famiglia con distribuzione quasi cosmopolita - manca in Africa e Australia) delle quali 23 sono presenti nella flora spontanea italiana.

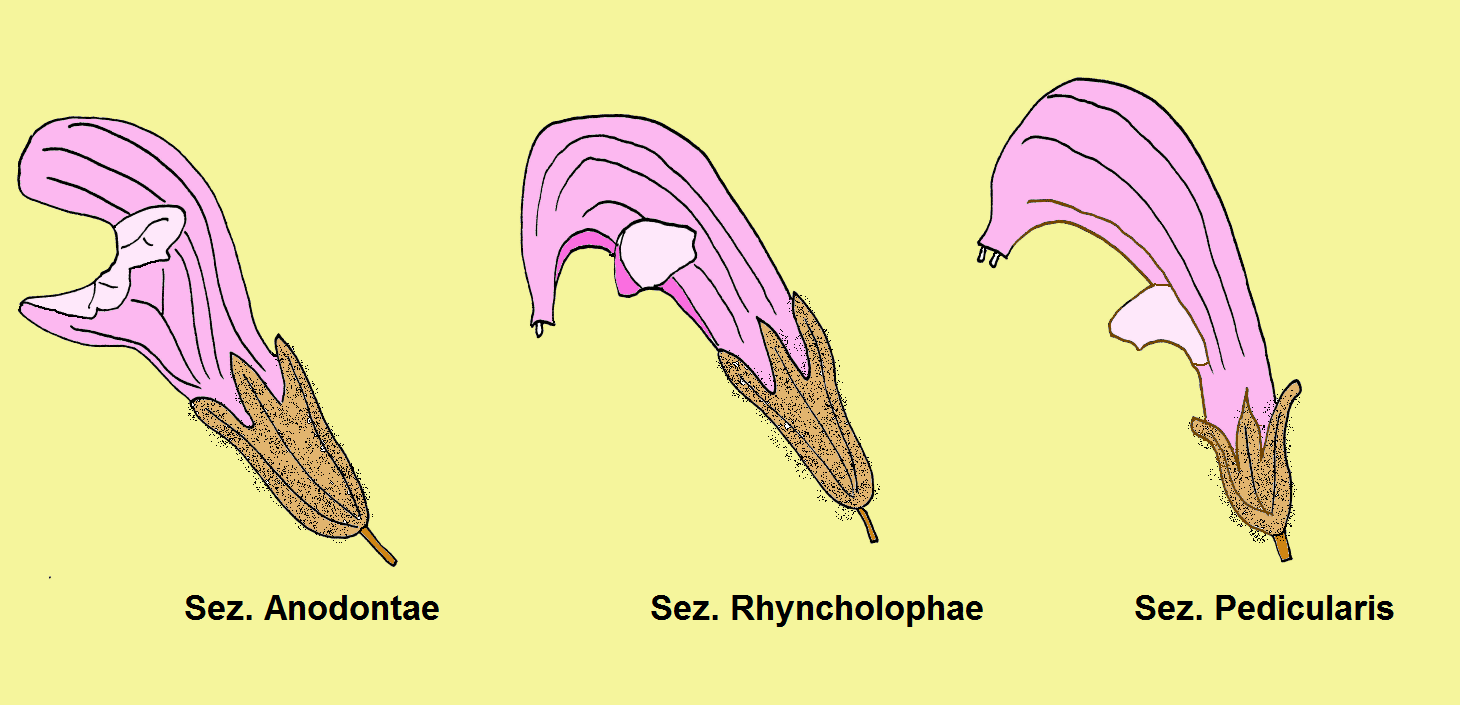
Le tre sezioni del genere

La classificazione del genere è difficile in quanto la forma del fiore è molto simile tra specie e specie; inoltre il colore della corolla nel secco è indistinguibile. Pignatti nella "Flora d'Italia" divide le specie spontanee della flora italiana in tre gruppi in base alla forma del labbro superiore (vedi il disegno):
- Sez. Anodontae: l'apice del labbro superiore della corolla è arrotondato (né rostrato e né dentato).
- Sez. Rhyncholophae: il labbro superiore della corolla è più o meno falcato e termina in un becco allungato.
- Sez. Pedicularis: il labbro superiore della corolla è provvisto di due dentini sotto la parte falcata.

La specie P. comosa appartiene alla sez. Pedicularis.

### Filogenesi
Secondo una recente ricerca di tipo filogenetico la famiglia Orobanchaceae è composta da 6 cladi principali nidificati uno all'interno dell'altro. Il genere Pedicularis si trova nel quarto clade (relativo alla tribù Pedicularideae). All'interno della tribù il genere è in posizione "gruppo fratello" al resto dei generi della tribù.

### Sottospecie
Per la specie di questa voce è riconosciuta la seguente sottospecie (non presente in Italia).
- Pedicularis comosa subsp. campestris (Griseb. & Schenk) Soó, 1940 - Distribuzione: Penisola Balcanica (parte centrale).

### Sinonimi
L'entità di questa voce ha avuto nel tempo diverse nomenclature. L'elenco seguente indica alcuni tra i sinonimi più frequenti:
- Pedicularis pyramidata Pall. ex Steven
- Pedicularis campestris Griseb. & Schenk (sinonimo della sottospecie campestris)

## Altre notizie
La pedicolare chiomata in altre lingue è chiamata nei seguenti modi:
- (DE)  Schopfiges Läusekraut
- (FR)  Pédiculaire chevelue
- (EN)  Tufted Lousewort